# Ellipteroides (Ellipteroides) atropolitus
Ellipteroides (Ellipteroides) atropolitus is een tweevleugelige uit de familie steltmuggen (Limoniidae). De soort komt voor in het Oriëntaals gebied.